# Fantasy (singel Mariah Carey)
Fantasy – pierwszy singel promujący szósty album Mariah Carey Daydream. Piosenka została napisana i wyprodukowana przez Mariah Carey i Dave'a Halla. W pracy nad piosenką wykorzystano sampel singla "Genius of Love" Tom Tom Club.

## Wydanie singla
Singel znalazł się na pierwszych miejscach w Australii, Nowej Zelandii i Kanadzie oraz w pierwszej piątce w Wielkiej Brytanii. Na liście Canadian Singles Chart singel utrzymał się przez 12 tygodni na pierwszym miejscu. "Fantasy" znalazł się także w pierwszej dziesiątce w krajach europejskich oraz w pierwszej dwudziestce w Japonii. W USA na liście podsumowującej rok 1995 znalazł się na miejscu 7, a 1996 na pozycji 49.

## Teledysk
Teledysk do piosenki jest pierwszym efektem prac reżyserskich Mariah. Do piosenki zostały zmontowane dwa teledyski, jeden do wersji albumowej, a drugi do remiksu "Bad Boy Fantasy". Scenerią wideoklipu jest park rozrywki w Nowym Jorku, Playland w Rye. Kolejka górska, jazda na rolkach, taniec w hummerze pośród tancerzy, klaun to jedne z wielu atrakcji ów wesołego miasteczka i klipu "Fantasy". W teledysku pojawia się scena z dziewczynką w warkoczykach naśladującą Mariah i jest ona tą sama, która występuje w teledysku do "Shake It Off" z 2005 roku. W teledysku do remiksu wykorzystano ten sam materiał z tym, że dodatkowo dograno kwestie Ol' Dirty Bastard na pomostku z klaunem w tle.

## Remiksografia
Carey pracowała z Seanem Combsem podczas tworzenia "Bad Boy Remix", w remiksie słychać rap Ol' Dirty Bastarda. Niektóre brzmienia, charakterystyczne dla popu, zostały usunięte z remiksu.
Mariah jeszcze raz nagrała wokale do remiksów Davida Moralesa.  Jeden z nich wygrał Winter Music Conference National Dance Award za Najlepsze Nagranie Muzyki Dance Roku".
Fantasy
1. Album Version 4:04
2. Bad Boy Mix 4:11
3. Bad Boy Fantasy 4:49
4. Bad Boy featuring O.D.B. 4:49
5. Def Club Mix 11:12
6. Def Drums Mix 3:58
7. MC Mix 6:25
8. Puffy's Club Mix 4:47
9. Puffy's Mix 4:50
10. Radio Mix 3:45
11. Sweet Dub Mix 8:10
12. The Boss Mix 8:49

Produkcja: Mariah Carey i Dave Hall
Słowa: Mariah Carey, Chris Frantz, Tina Weymouth
Muzyka: Mariah Carey, Dave Hall, Chris Frantz, Tina Weymouth, Adrian Belew, Steven Stanely
Chórki: Mariah Carey, Kelly Price
track 2,3,4,8 i 9: Producent: Sean "Puffy" Combs 
track 5,6,7,10,11 i 12: Producent: David Morales

## Wersje singla
| promo                                                                | promo                               | promo                                        | promo                  | promo |
| Kraj                                                                 | płyta gramofonowa                   | CD                                           | MC                     | Utwory |
| -------------------------------------------------------------------- | ----------------------------------- | -------------------------------------------- | ---------------------- | --- |
| Stany Zjednoczone · Austria                                          | - -                                 | CSK 7320 XPCD 728                            | - -                    | 1. Fantasy |
| Stany Zjednoczone · Holandia                                         | - SAMP 3042                         | 11-003042-20 -                               | - -                    | 1. Puffy's Club Mix 2. Radio Mix |
| komercyjny                                                           |                                     |                                              |                        | |
| Australia · Kanada · Japonia · Holandia · Stany Zjednoczone          | - - - - 662461 7                    | 662461 1 38K78043 SRDS 8303 -                | - 38T 78043 662495 4 - | 1. Album Version 2. Bad Boy |
| Australia · Austria · Brazylia · Wielka Brytania · Stany Zjednoczone | - -                                 | 662370 2 662470 2 44.010/2-662461 662495 2 - | 662370 8 - 44T 78044   | 1. Album Version 2. Bad Boy Fantasy 3. Bad Boy 4. Bad Boy Mix 5. Def Club Mix                                                            |
| Australia                                                            | -                                   | 662505 2                                     | 662505 8               | 1. Radio Mix 2. MC Mix 3. The Boss Mix 4. Sweet Dub Mix 5. Puffy's Club Mix                                                              |
| Australia · Wielka Brytania                                          | - -                                 | 662505 5 662495 5                            | - -                    | 1. MC Mix 2. Puffy's Mix 3. Puffy's Club Mix 4. The Boss Mix 5. Sweet Dub Mix                                                            |
| podwójny singel                                                      |                                     |                                              |                        | |
| Stany Zjednoczone · Holandia · Holandia                              | 44X 78044 662461 6 XPR 2246 (promo) | - -                                          | - -                    | 1. Def Club Mix 2. MC Mix 3. Puffy's Mix 4. Bad Boy 5. Album Version 6. The Boss Mix 7. Sweet Dub Mix 8. Puffy's Club Mix 9. Bad Boy Mix |

## Pozycje na listach przebojów

### Listy
| Chart (1995)                         | Peak position |
| ------------------------------------ | ------------- |
| Australian ARIA Singles Chart        | 1             |
| Austrian Singles Chart               | 13            |
| Belgian Singles Chart (Flandria)     | 9             |
| Belgian Singles Chart (Walonia)      | 3             |
| Canadian Singles Chart               | 1             |
| Dutch Singles Chart                  | 10            |
| European Hot 100                     | 5             |
| Finnish Singles Chart                | 2             |
| French Singles Chart                 | 5             |
| German Singles Chart                 | 17            |
| Irish Singles Chart                  | 10            |
| Italian Singles Chart                | 12            |
| New Zealand RIANZ Singles Chart      | 1             |
| Norwegian Singles Chart              | 10            |
| Swedish Singles Chart                | 13            |
| Swiss Singles Chart                  | 10            |
| UK Singles Chart                     | 4             |
| U.S. Billboard Hot 100               | 1             |
| U.S. Billboard Hot Dance Club Play   | 1             |
| U.S. Billboard Hot R&B/Hip-Hop Songs | 1             |
| U.S. Billboard Adult Contemporary    | 8             |

### Listy coroczne
| 1995              | Pozycja |
| ----------------- | ------- |
| Austria           | 85      |
| Australia         | 18      |
| Francja           | 24      |
| Niemcy            | 112     |
| Włochy            | 86      |
| Łotwa             | 188     |
| Szwajcaria        | 34      |
| Wielka Brytania   | 39      |
| Stany Zjednoczone | 7       |
| 1996              | Pozycja |
| Stany Zjednoczone | 49      |